# Habitat Education Center & Wildlife Sanctuary
Das Habitat Education Center & Wildlife Sanctuary ist ein 88 Acres (35,6 ha) umfassendes Schutzgebiet bei Belmont im Bundesstaat Massachusetts der Vereinigten Staaten. Es wird von der Massachusetts Audubon Society verwaltet.

## Schutzgebiet
Das 6 mi (9,7 km) außerhalb von Boston gelegene Schutzgebiet besteht vorwiegend aus immergrünen Wäldern, Grünflächen sowie einigen Seen. Den Besuchern stehen insgesamt 2,5 mi (4 km) Wanderwege zur Verfügung, von denen 0,5 mi (0,8 km) barrierefrei zugänglich sind. Das in Georgianischer Architektur errichtete Haupthaus kann für Hochzeiten und andere Anlässe gemietet werden.
Das Schutzgebiet ist über den 7 mi (11,3 km) langen Western Greenway Trail an das Robert Treat Paine Estate in Waltham angeschlossen. Dieser Korridor verbindet 20 geschützte Bereiche mit einer Gesamtfläche von 1.200 Acres (4,9 km²) in Waltham, Lexington und Belmont miteinander. Zu den dort vorkommenden Tier- und Pflanzenarten zählen insbesondere Wilde Truthühner, Füchse, Waldfrösche, Virginia-Uhus, Zierschildkröten, Stängelloser Frauenschuh und Arisaema.